# درخت اعدام
درخت اعدام (به انگلیسی: The Hanging Tree) فیلمی وسترن به کارگردانی دلمر دیوز و با شرکت گری کوپر در سال ۱۹۵۹ است.

## خلاصه داستان
دکتر جوزف فریل (گری کوپر)، که پیشینه درخشانی ندارد، به شهری کوچک می‌رود تا زندگی نوئی را شروع کند. راهزنی به‌نام رون (بن پیاتسا) را از لینچ نجات می‌دهد و اصلاحش می‌کند؛ سپس به تیمار و سرپرستی دختری نابینا به‌نام الیزابت (ماریا شل) می‌پردازد و به او پولی می‌دهد تا با «رون» و فرنچی (کارل مالدن) در خرید یک معدن طلا شریک شود. وقتی فرنچی به الیزابت حمله‌ور می‌شود، دکتر فریل از راه می‌رسد و فرنچی را از پای درمی‌آورد، اما عده‌ای او را دستگیر می‌کنند و قصد اعدامش را دارند. در این‌جا الیزابت با طلاهایش جان دکتر را می‌خرد…

## بازیگران
- گری کوپر در نقش دکتر فریل
- ماریا شل در نقش الیزابت
- کارل مالدن در نقش فرنچی
- بن پیاتسا در نقش رون
- جرج سی. اسکات (نخستین حضور سینمایی)
- کینگ داناوان
- فرانک هاگنی
- باد آزبورن